# FFH-Gebiet Küstenlandschaft Nordseite der Wagrischen Halbinsel

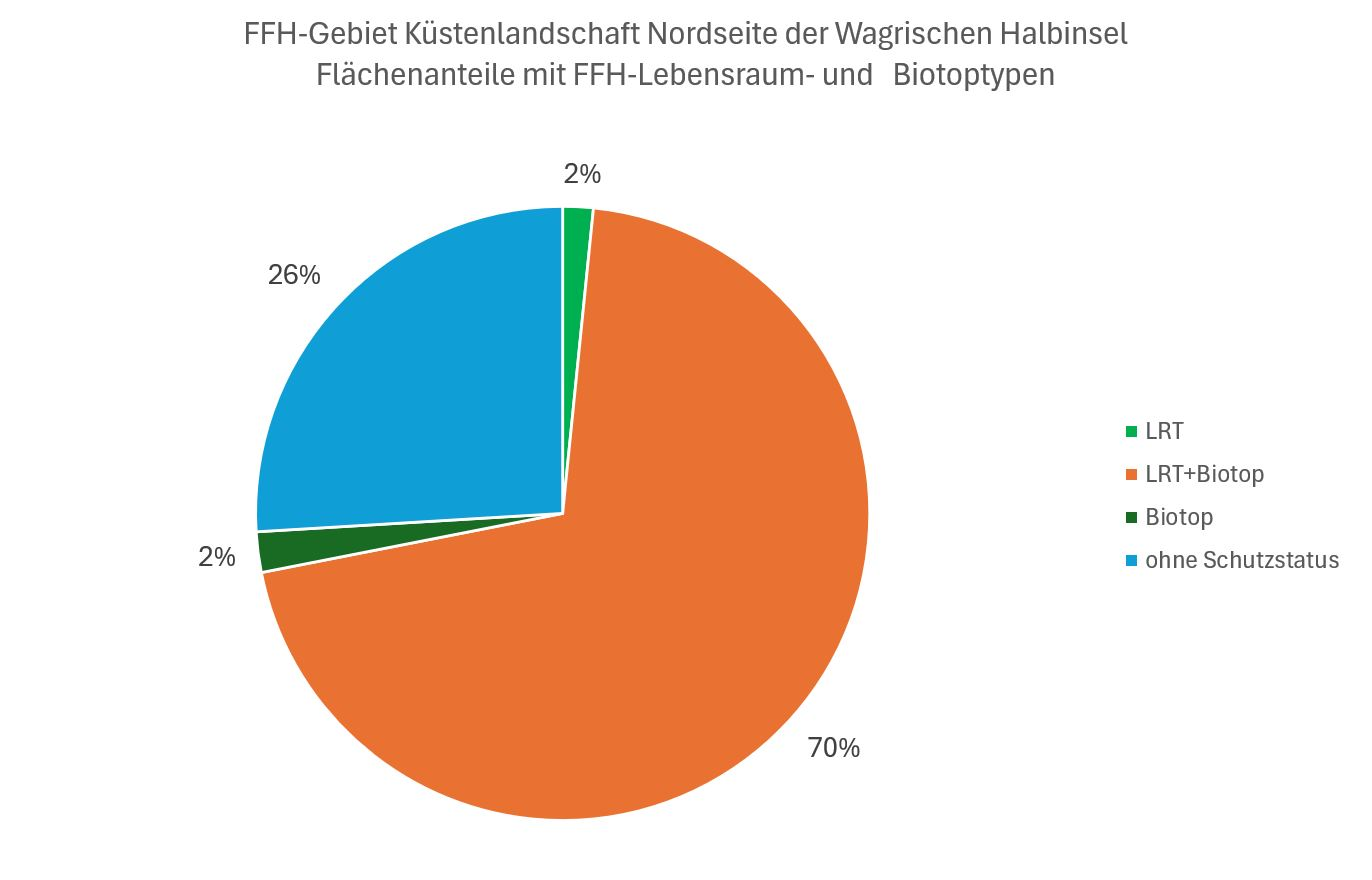
Diagramm 1ː Flächenanteile der FFH-Lebensraumtypen und Biotoptypen im FFH-Gebiet Nordseite der Wagrischen Halbinsel

Das FFH-Gebiet Küstenlandschaft Nordseite der Wagrischen Halbinsel ist ein NATURA 2000-Schutzgebiet in Schleswig-Holstein im Kreis Ostholstein in den Gemeinden Großenbrode, Heiligenhafen und Gremersdorf. Das FFH-Gebiet liegt im Naturraum „Nordoldenburg“, in der Haupteinheit „Nordoldenburg und Fehmarn“, (Landschafts-ID 70301). Diese ist wiederum Teil der Naturräumlichen Großregion 2. Ordnung Schleswig-Holsteinisches Hügelland.

## Übersicht
Das FFH-Gebiet Küstenlandschaft Nordseite der Wagrischen Halbinsel hat eine Größe von 323 Hektar, von der ein Fünftel aus Meeresfläche besteht. Die größte Ausdehnung des FFH-Gebietes beträgt 15 Kilometer in Ostwestrichtung. Das FFH-Gebiet besteht aus fünf Teilgebieten, von denen zwei Teilgebiete räumlich von den übrigen getrennt sind.
- Teilgebiet 1ː Küstenstreifen westlich von Großenbrode

Dieses Teilgebiet liegt im äußersten Osten des FFH-Gebietes als schmaler Küstenstreifen nördlich der Bundesstraße 207. Er beinhaltet jeweils im Osten und Westen je einen Strandsee. Im Westen entwässert die Großenbroder Aue über ein Schöpfwerk an der B 207 in den Strandsee und schließlich in die Ostsee.
- Teilgebiet 2ː Graswarder

Dies ist flächenmäßig das mit 141 Hektar größte Teilgebiet und liegt wie ein Schutzrigel nördlich des Hafengebietes von Heiligenhafen. Am Nordstrand befindet sich eine Häuserreihe nur wenige Meter vom Ostseeufer entfernt. Es besteht aus verschiedenen Dünenformen mit Quellerwatt und Salzwiesen.
- Teilgebiet 3ː Steinwarder

Das Teilgebiet Steinwarder grenzt im Osten unmittelbar an das Teilgebiet Steinwarder und hat an der Seebrücke mit 155 Meter die größte Breite. Es endet im Westen an der Eichenholzniederung in der Nähe der Station der DLRG am Seepark von Heiligenhafen.
- Teilgebiet 4ː Eichenholzniederung

Dieses Teilgebiet besteht im Wesentlichen aus Salzwiesen und Strandseen. Seinen Namen erhielt es von einem kleinen Wäldchen im Norden des Teilgebietes.
- Teilgebiet 5ː Steilküsten bei Johannistal.

Dieses Teilgebiet besteht fast vollständig aus Steilküste mit vorgelagerten Geröllstränden. Es endet im Westen beim Campingplatz Blanck-Eck. Zu diesem Teilgebiet gehört auch ein 25 Hektar großes fast vollständig bewaldetes Areal 600 Meter entfernt. Hier liegt mit 32,8 Meter über Normalnull (NN) der höchste Punkt des FFH-Gebietes, siehe Karte 1.

## FFH-Gebietsgeschichte und Naturschutzumgebung
Der NATURA 2000-Standard-Datenbogen (SDB) für dieses FFH-Gebiet wurde im Juni 2004 vom Landesamt für Landwirtschaft, Umwelt und ländliche Räume (LLUR) des Landes Schleswig-Holstein erstellt, im September 2004 als Gebiet von gemeinschaftlicher Bedeutung (GGB) vorgeschlagen, im Dezember 2004 von der EU als GGB bestätigt und im Januar 2010 national nach § 32 Absatz 2 bis 4 BNatSchG in Verbindung mit § 23 LNatSchG als besonderes Erhaltungsgebiet (BEG) bestätigt. Der SDB wurde zuletzt im Mai 2017 aktualisiert.
Das FFH-Teilgebiet Küstenstreifen westlich von Großenbrode liegt vollständig im am 8. Januar 1969 gegründeten Landschaftsschutzgebiet Nordküste von Großenbrode. Die beiden FFH-Teilgebiete Eichholzniederung und Steilküsten bei Johannistal sind Teil des am 8. Januar 1969 gegründeten Landschaftsschutzgebiet Küsten von Johannistal und Heiligenhafen einschließlich Salzwiesen.
Das FFH-Teilgebiet Graswarder ist flächenmäßig weitgehend identisch mit dem am 29. Dezember 1987 gegründeten Naturschutzgebiet Graswarder / Heiligenhafen. Die Meeresflächen vor dem FFH-Gebiet Küstenlandschaft Nordseite der Wagrischen Halbinsel gehören zum FFH-Gebiet Meeresgebiet der östlichen Kieler Bucht mit der Gebietsnummer 1631-392.
Im FFH-Gebiet liegen Teile des landesweiten Biotopverbundsystems, wie der Schwerpunktbereich 284 Küstengebiet Großenbrode im Osten.

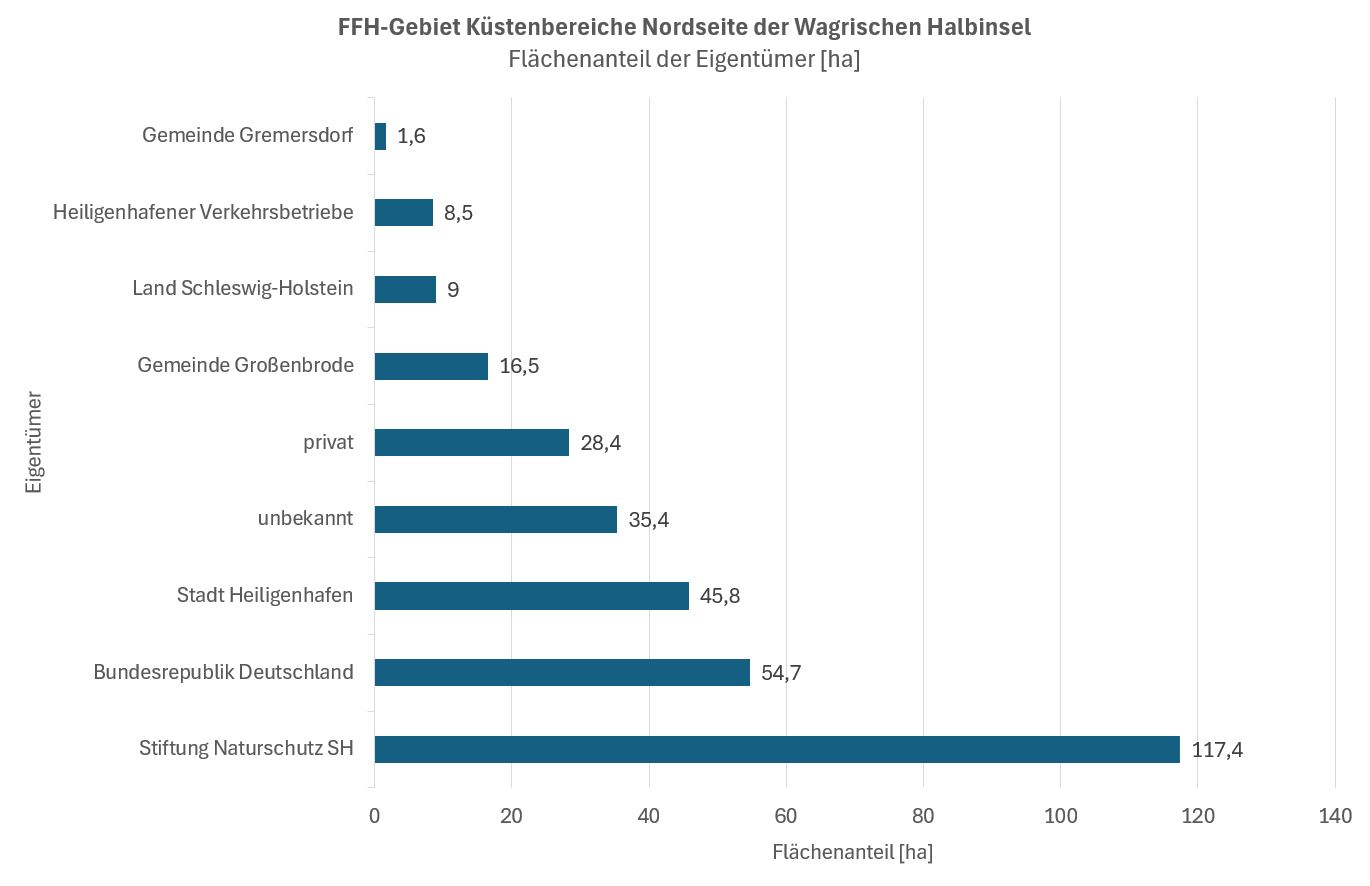
Diagramm 2ː Eigentümer der Flächen des FFH-Gebietes Küstenlandschaft Nordseite der Wagrischen Halbinsel

Mit der Gebietsbetreuung des Teilgebietes Graswarder des FFH-Gebietes Küstenlandschaft Nordseite der Wagrischen Halbinsel wurde nach § 20 LNatSchG durch das LLUR der Naturschutzbund Deutschland, Landesverband Schleswig-Holstein e. V. betraut. Das FFH-Gebiet befindet sich zum überwiegenden Teil in öffentlichen Besitz. Größter Eigentümer ist die Stiftung Naturschutz des Landes Schleswig-Holstein, siehe Diagramm 2.

## FFH-Erhaltungsgegenstand
Laut Standard-Datenbogen vom Mai 2017 sind folgende FFH-Lebensraumtypen (LRT) und Arten als FFH-Erhaltungsgegenstände mit den entsprechenden Beurteilungen zum Erhaltungszustand der Umweltbehörde der Europäischen Union gemeldet worden (Gebräuchliche Kurzbezeichnung (BfN)):
FFH-Lebensraumtypen nach Anhang I der EU-Richtlinie:
- 1140 Vegetationsfreies Schlick-, Sand- und Mischwatt (Gesamtbeurteilung A)[12]
- 1150* Lagunen (Strandseen) (Gesamtbeurteilung A)[13]
- 1210 Einjährige Spülsäume (Gesamtbeurteilung B)[14]
- 1220 Mehrjährige Vegetation der Geröll-, Kies- und Blockstrände (Gesamtbeurteilung B)[15]
- 1230 Fels- und Steilküsten mit Vegetation (Gesamtbeurteilung B)[16]
- 1310 Quellerwatt (Gesamtbeurteilung A)[17]
- 1330 Atlantische Salzwiesen (Gesamtbeurteilung B)[18]
- 2110 Primärdünen (Gesamtbeurteilung B)[19]
- 2120 Weißdünen mit Strandhafer (Gesamtbeurteilung B)[20]
- 2130* Graudünen mit krautiger Vegetation (Gesamtbeurteilung B)[21]
- 2160* Dünen mit Hippophaë rhamnoides (Gesamtbeurteilung B)[22]
- 2180 Bewaldete Küstendünen (Gesamtbeurteilung B)[23]
- 6210* Kalk-(Halb-)Trockenrasen und ihre Verbuschungsstadien (* orchideenreiche Bestände) (Gesamtbeurteilung B)[24]

Arten gemäß Artikel 4 der Richtlinie 2009/147/EG und Anhang II der Richtlinie 92/43/EWG und diesbezügliche Beurteilung des Gebiets:
- 1188 Rotbauchunke (Gesamtbeurteilung C)[26]
- 1355 Fischotter (Gesamtbeurteilung C)[27]
- 1166 Kammmolch (Gesamtbeurteilung C)[28]
- 1014 Schmale Windelschnecke (Gesamtbeurteilung C)[29]

| Lebensraumtyp (LRT)                                                                                       | gemäß SDB vom Mai 2017 in Hektar | gemäß Biotopkartierung Stand November 2024 in Hektar | Abweichung zum SDB in Hektar |
| --- | -------------------------------- | ---------------------------------------------------- | ---------------------------- |
| 1140 Vegetationsfreies Schlick-, Sand- und Mischwatt                                                      | 13,8                             | 25,6921                                              | 11,8921                      |
| 1150* Lagunen (Strandseen)                                                                                | 40,6                             | 26,5159                                              | -14,0841                     |
| 1160 Flache große Meeresarme und -buchten (Flachwasserzonen und Seegraswiesen)                            | -                                | 7,2358                                               | 7,2358                       |
| 1140 und 1160 Mischgebiet                                                                                 | -                                | 23,4288                                              | 23,4288                      |
| 1210 Einjährige Spülsäume                                                                                 | 5,1                              | 0,1003                                               | -4,9997                      |
| 1220 Mehrjährige Vegetation der Geröll-, Kies- und Blockstrände                                           | 9,1                              | 4,1819                                               | -4,9181                      |
| 1230 Fels- und Steilküsten mit Vegetation                                                                 | 6,7                              | 6,4142                                               | -0,2858                      |
| 1310 Quellerwatt                                                                                          | 11,2                             | 4,344                                                | -6,856                       |
| 1330 Atlantische Salzwiesen                                                                               | 52,7                             | 71,763                                               | 19,063                       |
| 2110 Primärdünen                                                                                          | 1,2                              | 0,9312                                               | -0,2688                      |
| 2120 Weißdünen mit Strandhafer                                                                            | 12,4                             | 9,948                                                | -2,452                       |
| 2130* Graudünen mit krautiger Vegetation                                                                  | 23,5                             | 26,8168                                              | 3,3168                       |
| 2160* Dünen mit Hippophaë rhamnoides                                                                      | 0,15                             | 1,0493                                               | 0,8993                       |
| 2180 Bewaldete Küstendünen                                                                                | 1,6                              | 1,6217                                               | 0,017                        |
| 2190 Feuchte Dünentäler                                                                                   | -                                | 0,0857                                               | 0,0857                       |
| 3150 Natürliche und naturnahe nährstoffreiche Stillgewässer mit Laichkraut oder Froschbiss-Gesellschaften | -                                | 1,0406                                               | 1,0406                       |
| 6210* Kalk-(Halb-)Trockenrasen und ihre Verbuschungsstadien                                               | 0,6                              | -                                                    | -0,6                         |
| 6510 Magere Flachland-Mähwiesen                                                                           | -                                | 21,116                                               | 21,116                       |
| Summeː | 178,65                           | 232,2853                                             | 53,6353                      |

Knapp drei Viertel der Gesamtfläche ist mit FFH-Lebensraumtypen bedeckt, zwei Prozent sind ausschließlich gesetzlich geschützte Biotopflächen. Gut ein Viertel der FFH-Gebietsfläche hat keinen dieser beiden Schutzstati, siehe Diagramm 1. Die Angaben geben die Verhältnisse nach der Nachkartierung im Zeitraum von 2017 bis 2021 wieder.
Aus Tabelle 1 ist ersichtlich, dass teilweise erhebliche Unterschiede in der Flächengröße zwischen dem Standarddatenbogen (SDB) der Europäischen Umweltbehörde und der aktuellen Biotopkartierung des Landesamtes für Umwelt des Landes Schleswig-Holstein bestehen. Besonders auffällig ist der in der Biotopkartierung aus dem Jahre 2021 neu aufgenommene FFH-Lebensraumtyp 6510 Magere Flachlandmähwiesen. Die FFH-LRT-Fläche hat sich dadurch um gut zehn Prozent vergrößert. Hierzu wurde am 14. November 2024 ein Urteil vom Europäischen Gerichtshof (EuGH) gefällt. Die Europäische Kommission beschuldigt die Bundesrepublik Deutschland, sie habe für den FFH-Lebensraumtyp 6510 erstens versäumt, geeignete Maßnahmen gegen die Verschlechterung des Lebensraumtyps in den ausgewiesenen Gebieten zu treffen und zweitens versäumt der Kommission aktuelle Daten zum Erhaltungszustand zu übermitteln. Zum ersten Anklagepunkt hat das Gericht der Europäischen Kommission Recht gegeben, zum zweiten Punkt wurde die Klage abgewiesen. Beide Parteien haben ihre eigenen Kosten des Verfahrens zu tragen.

## FFH-Erhaltungsziele
Aus den oben aufgeführten FFH-Erhaltungsgegenständen werden als FFH-Erhaltungsziele von besonderer Bedeutung die Erhaltung folgender Lebensraumtypen und Arten im FFH-Gebiet vom Ministerium für Energiewende, Landwirtschaft, Umwelt und ländliche Räume des Landes Schleswig-Holstein erklärt:
- 1140 Vegetationsfreies Schlick-, Sand- und Mischwatt
- 1150* Lagunen (Strandseen)
- 1210 Einjährige Spülsäume
- 1220 Mehrjährige Vegetation der Geröll-, Kies- und Blockstrände
- 1230 Fels- und Steilküsten mit Vegetation
- 1310 Quellerwatt
- 1330 Atlantische Salzwiesen
- 2110 Primärdünen
- 2120 Weißdünen mit Strandhafer
- 2130* Graudünen mit krautiger Vegetation
- 2160* Dünen mit Hippophaë rhamnoides
- 2180 Bewaldete Küstendünen
- 6210* Kalk-(Halb-)Trockenrasen und ihre Verbuschungsstadien (* orchideenreiche Bestände)

Aus den oben aufgeführten FFH-Erhaltungsgegenständen werden als FFH-Erhaltungsziele von Bedeutung die Erhaltung folgender Lebensraumtypen und Arten im FFH-Gebiet vom Ministerium für Energiewende, Landwirtschaft, Umwelt und ländliche Räume des Landes Schleswig-Holstein erklärt:
- 1188 Rotbauchunke
- 1014 Schmale Windelschnecke

Fischotter und Kammmolch wurden nicht als FFH-Erhaltungsziele festgelegt. Der Fischotter hat sich im ersten Viertel des einundzwanzigsten Jahrhunderts in ganz Schleswig-Holstein positiv entwickelt. Dies gilt insbesondere auch im FFH-Gebiet Küstenlandschaft Nordseite der Wagrischen Halbinsel.

## FFH-Analyse und Bewertung
Das Kapitel FFH-Analyse und Bewertung im Managementplan beschäftigt sich unter anderem mit den aktuellen Gegebenheiten des FFH-Gebietes und den Hindernissen bei der Erhaltung und Weiterentwicklung der FFH-Lebensraumtypen und Arten. Die Ergebnisse fließen in den FFH-Maßnahmenkatalog ein. Die FFH-Analyse, die Bewertungen des Erhaltungszustandes und die Vorbelastungen und Beeinträchtigungen werden ausführlich für jedes Teilgebiet beschrieben.
Alle FFH-Lebensraumflächen der Gewässer und das Quellerwatt haben im SDB eine sehr gute Gesamtbewertung zugesprochen bekommen. Alle anderen FFH-Lebensraumflächen haben eine gute Bewertung erhalten. Lediglich alle Arten haben eine unbefriedigende Bewertung bekommen. Die größten Gefährdungen für den Erhaltungszustand bestehen im Tourismus, Nährstoffeinträgen aus der extensiven Landwirtschaft, Verbrachung von Grünland, invasive und standortfremde Pflanzenarten und Prädatoren.

## FFH-Maßnahmenkatalog
Der FFH-Maßnahmenkatalog im Managementplan führt neben den bereits durchgeführten Maßnahmen geplante Maßnahmen zur Erhaltung und Entwicklung der FFH-Lebensraumtypen im FFH-Gebiet an. Die sind in einer gesonderten Karte und zur Projektverfolgung in fünf Maßnahmenblättern festgehalten.

## FFH-Erfolgskontrolle und Monitoring der Maßnahmen
Eine FFH-Erfolgskontrolle und Monitoring der Maßnahmen findet in Schleswig-Holstein alle 6 Jahre statt. Die Ergebnisse des letzten Monitorings wurden noch nicht veröffentlicht (Standː November 2024).
Die Europäische Kommission hat im Jahre 2015 die Umsetzung der Richtlinie 92/43/EWG in Deutschland bemängelt (Verfahren-Nr. 2014/2262). In den Managementplänen würden keine ausreichend detaillierten und quantifizierten Erhaltungsziele festgelegt. Am 12. Februar 2020 hat die Kommission der Bundesrepublik Deutschland eine Frist von zwei Monaten gesetzt, die Mängel zu beseitigen. Andernfalls wird der Europäische Gerichtshof (EuGH) angerufen. Die Bundesrepublik Deutschland ist der Aufforderung nicht nachgekommen (Stand August 2021). Die Kommission führt für Schleswig-Holstein fehlende Quantifizier-, Mess- und damit Berichtsfähigkeit an. Schleswig-Holstein konzentriere sich ausschließlich auf die Durchsetzung des Verschlechterungsverbotes nach Artikel 6, Absatz 2 der Richtlinie. Die Stellungnahme des Landes Schleswig-Holstein mit der im Jahre 2006 erfolgten Bekanntgabe der gebietsspezifischen Erhaltungsziele (gEHZ) für die FFH-Vorschlagsgebiete in Schleswig-Holstein bestätige aus Sicht der Europäischen Kommission die angeführten Mängel. Nachdem Deutschland die Mängel nicht fristgerecht abgestellt hat, hat die Europäische Kommission Deutschland beim Europäischen Gerichtshof im Februar 2021 verklagt. Hierzu wurden von der Generalanwältin des EuGH am 20. April 2023 die Schlussanträge gestellt. Am 21. September 2023 hat der EuGH das Urteil gesprochen. Die Bundesrepublik Deutschland hat in drei Punkten der Anklage gegen Europäisches Recht verstoßen und im Übrigen wird die Klage abgewiesen. Die Bundesrepublik Deutschland muss ihre eigenen Verfahrenskosten und die der Europäischen Kommission tragen.

## Bildergalerie

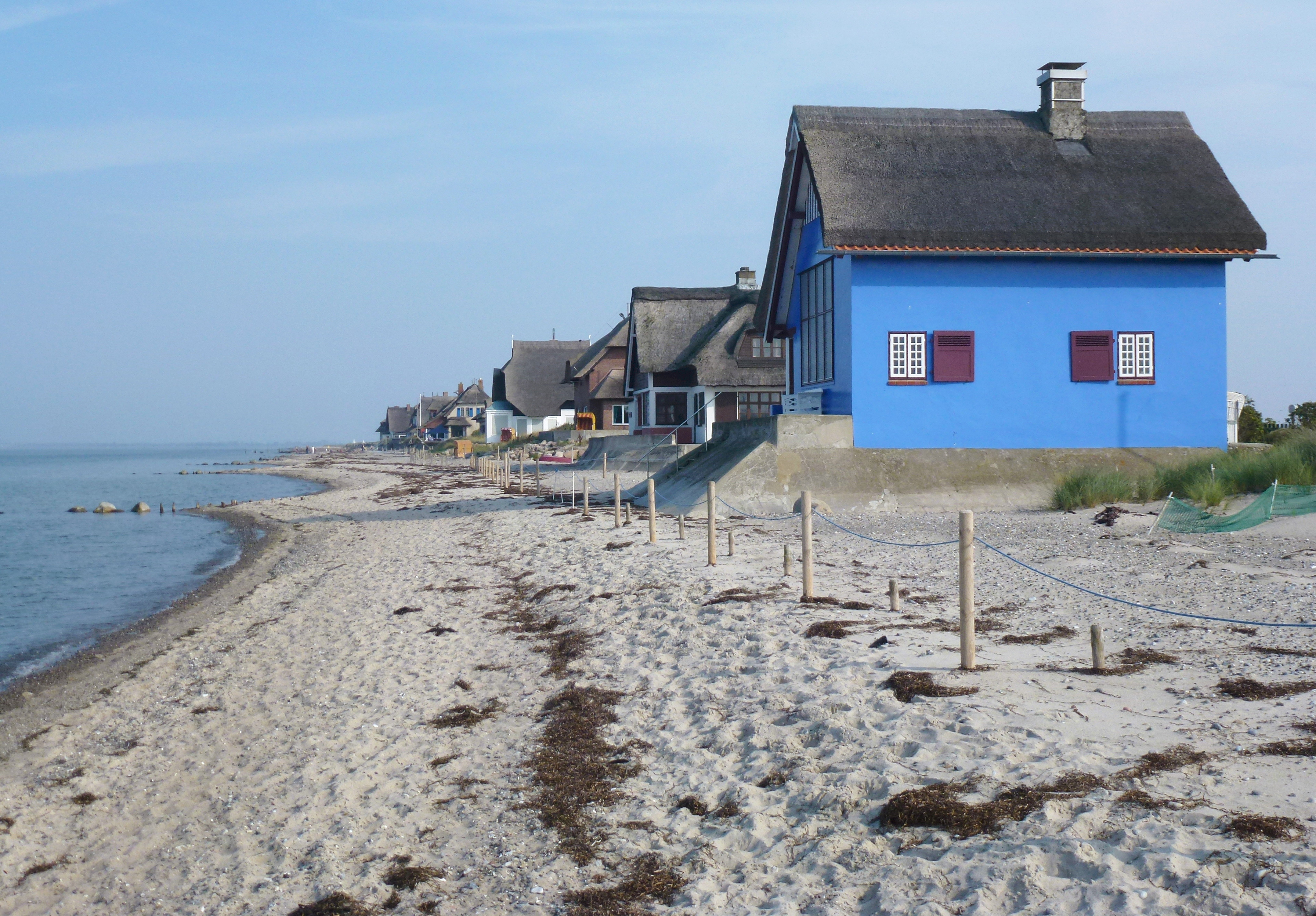
Häuser auf dem Graswarder
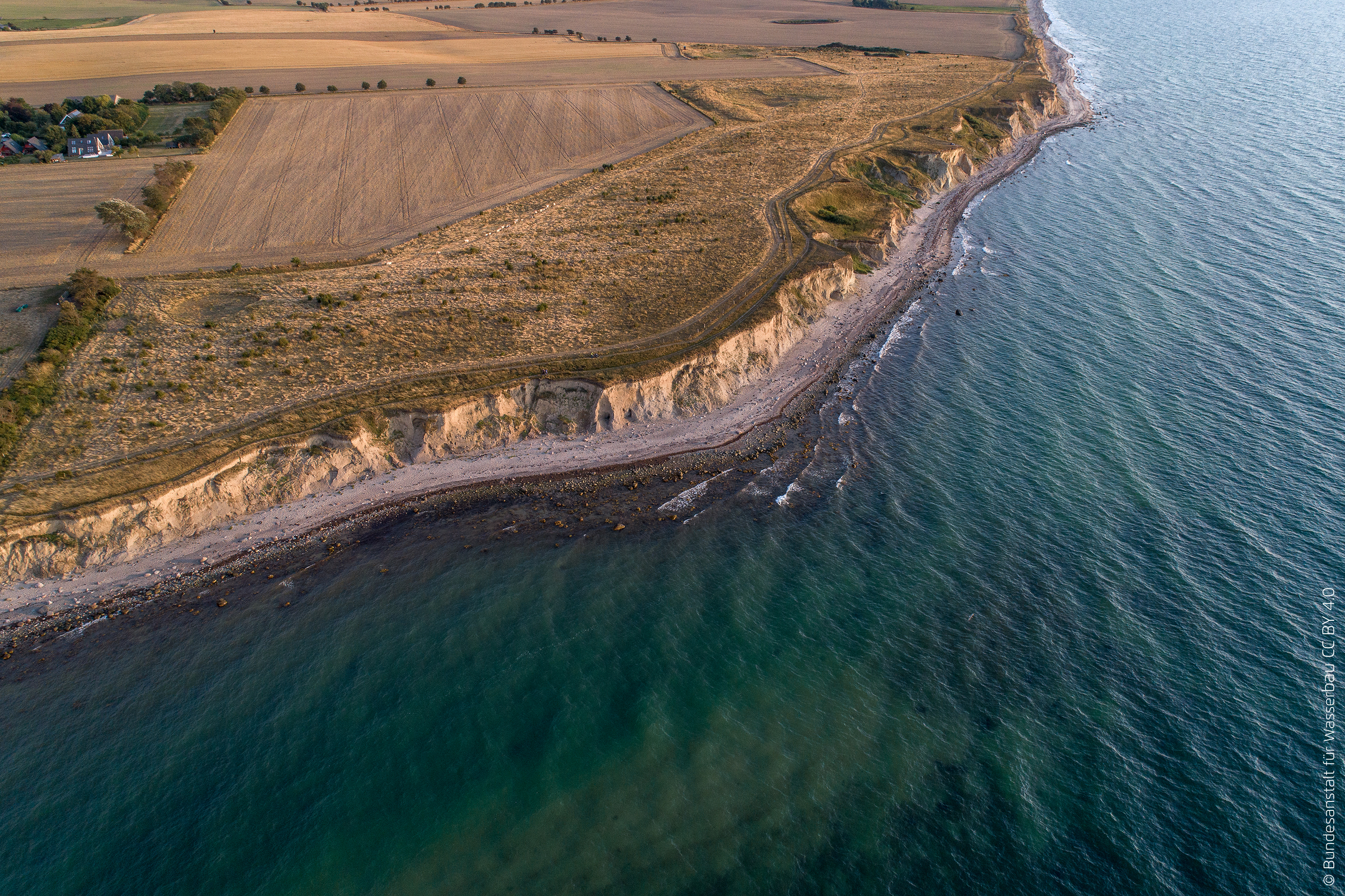
Steilküste beim Leuchtfeuer westlich von Heiligenhafen
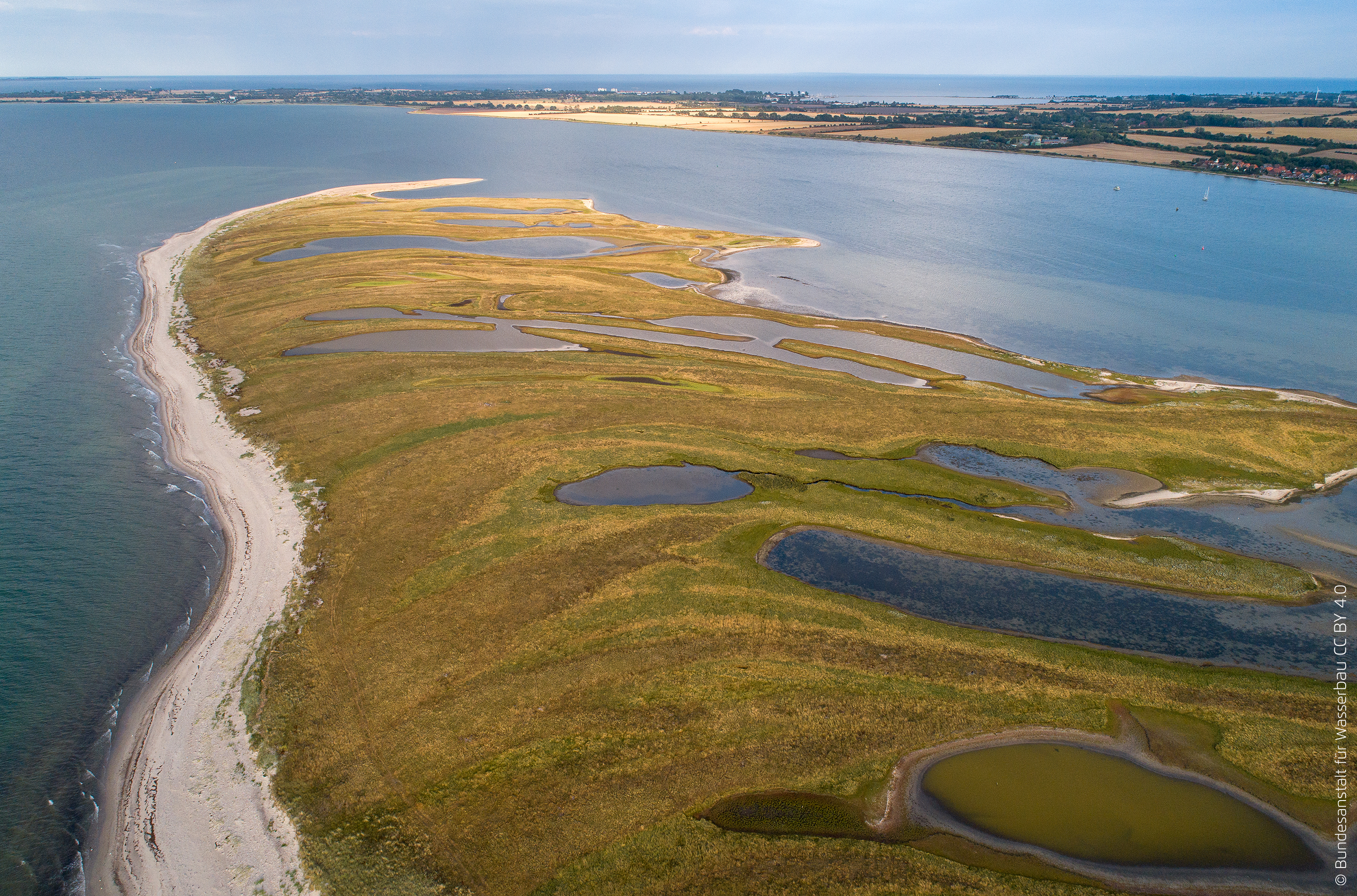
Ostteil des Naturschutzgebietes Graswarder
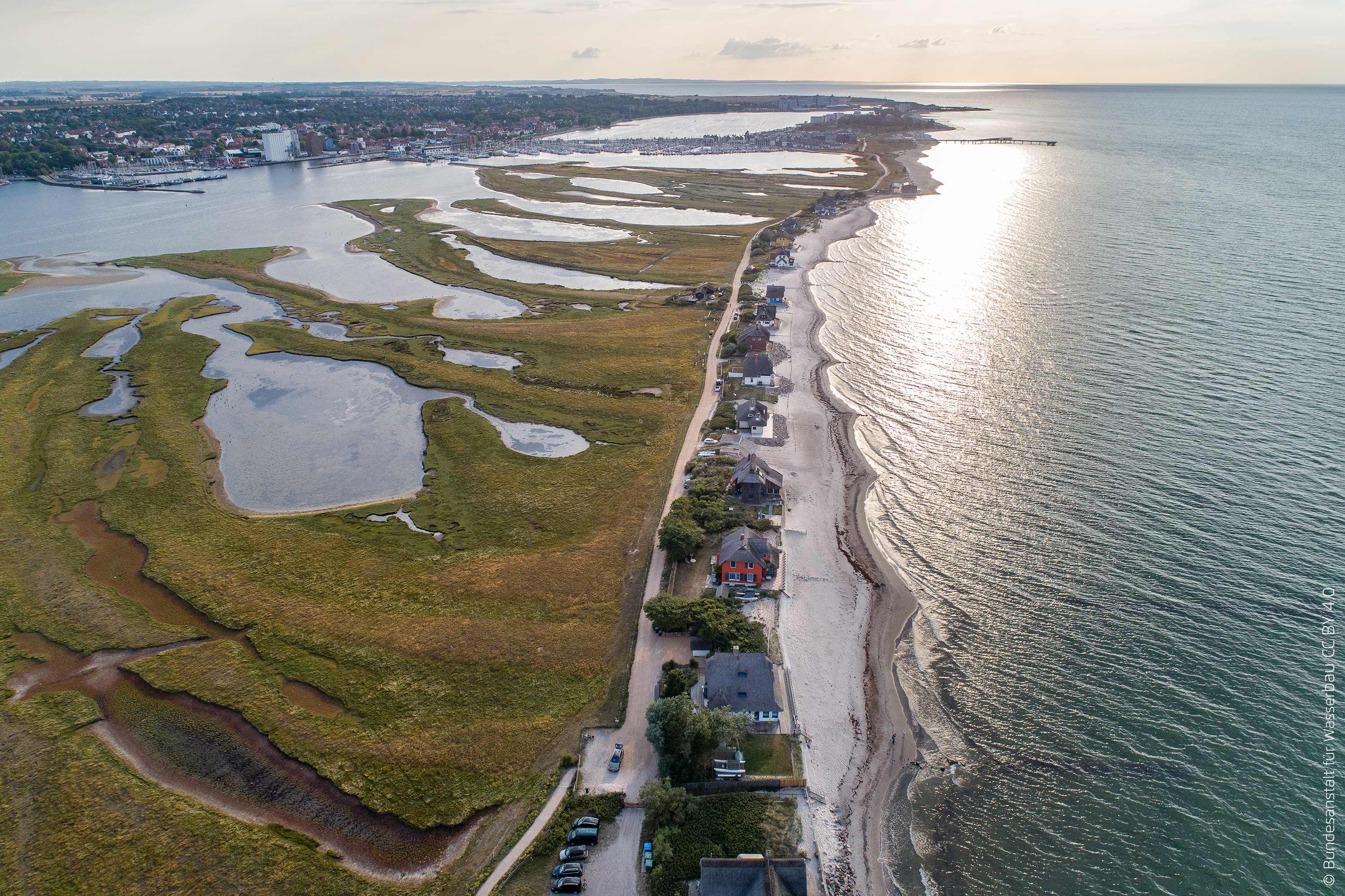
Westteil des Naturschutzgebietes Graswarder
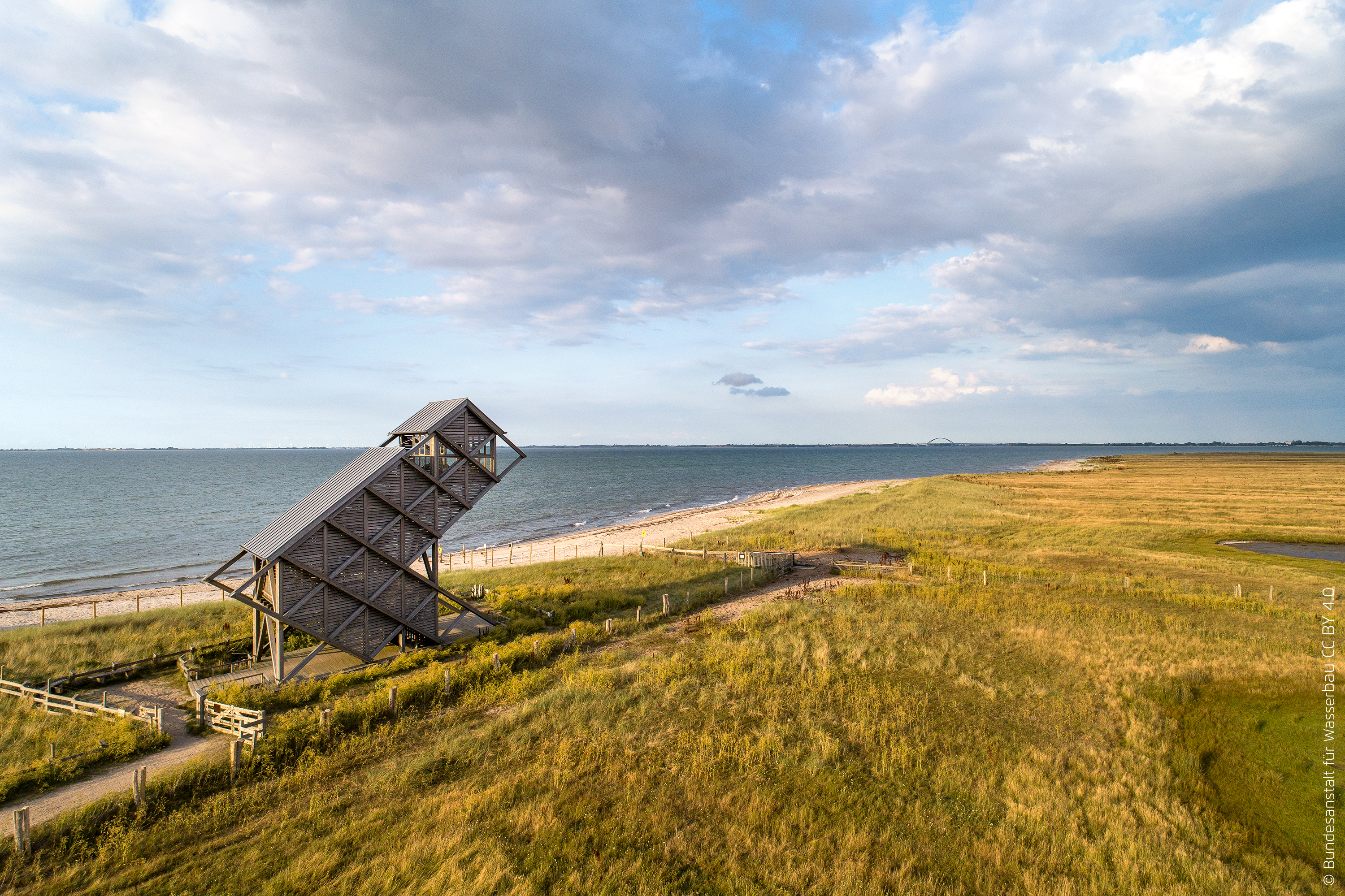
Aussichtsturm im Naturschutzgebiet Graswarder
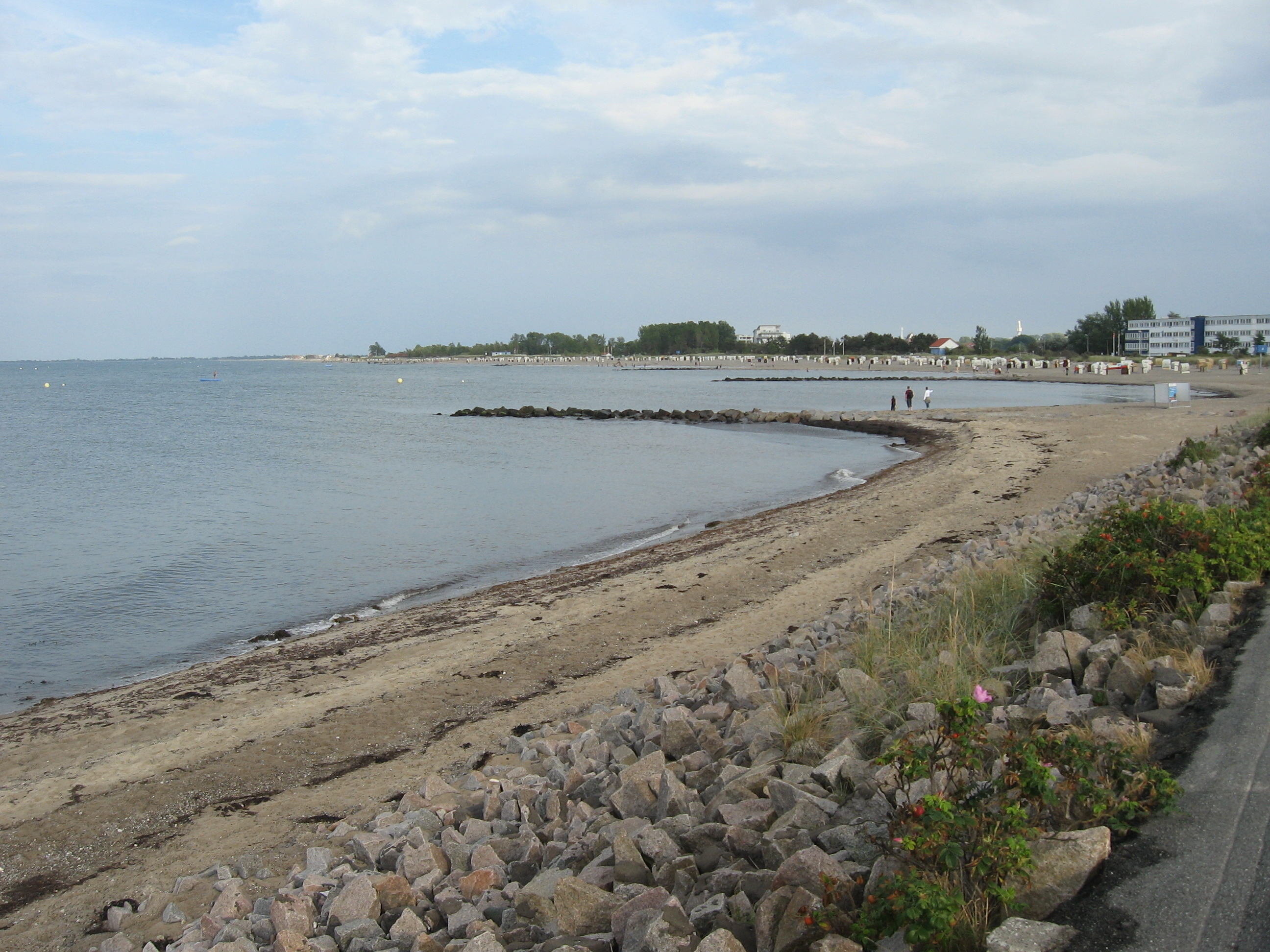
Promenade auf dem Steinwarder
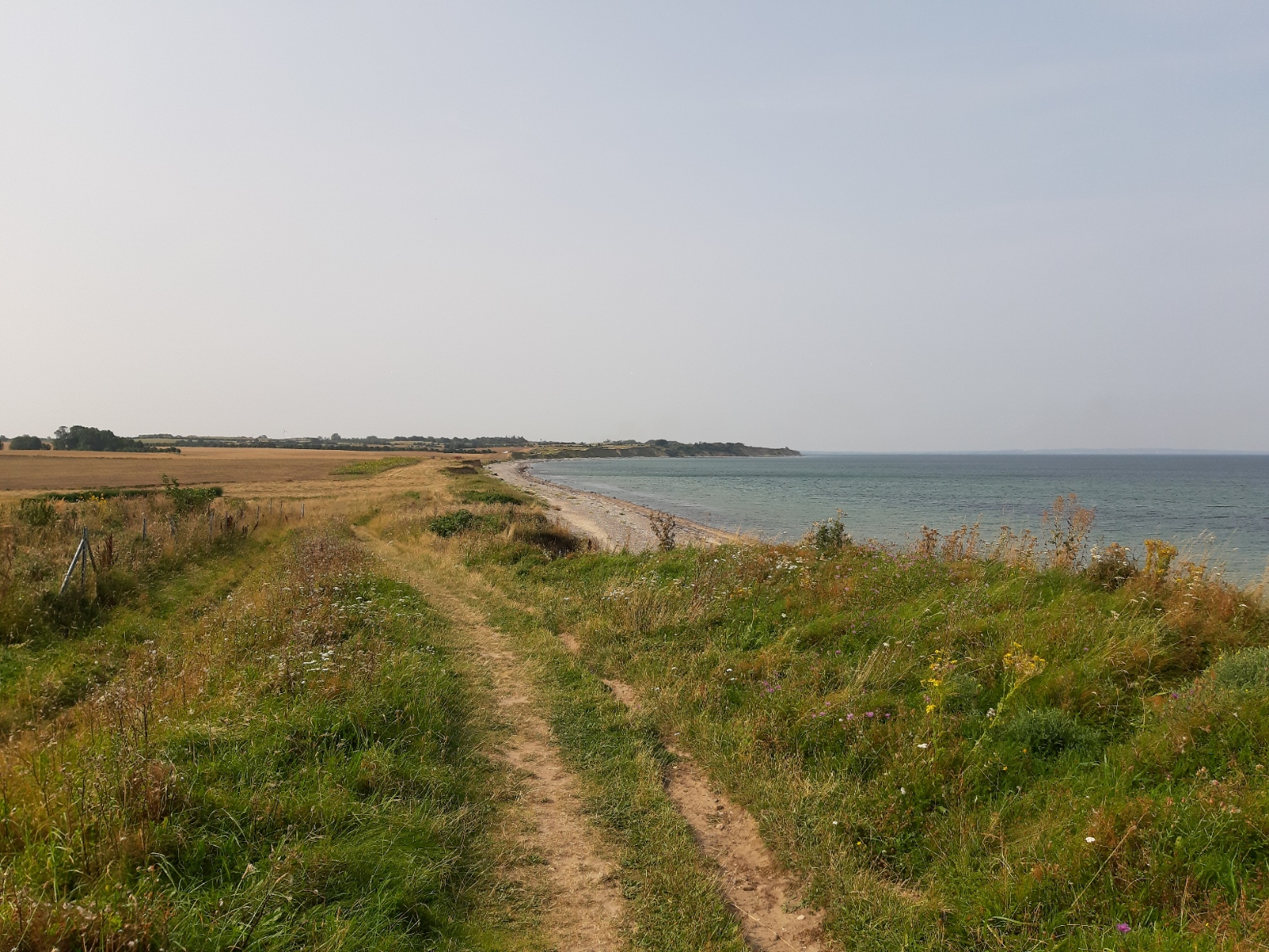
Radweg an der Steilküste westlich von Heiligenhafen